# Abraham Van Helsing

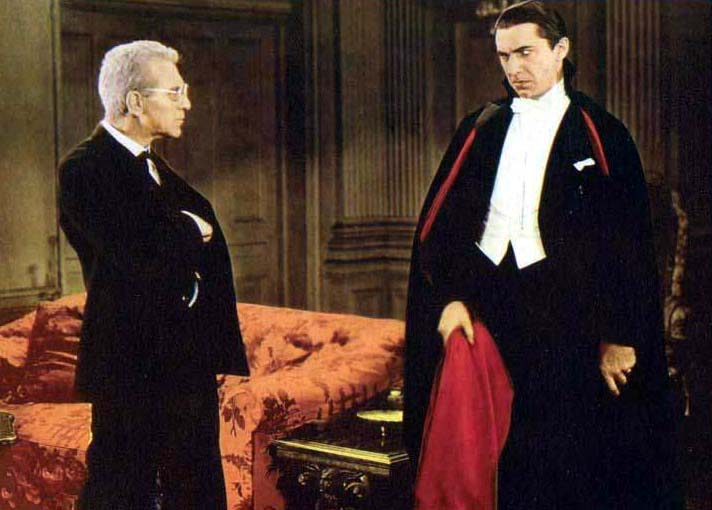
Van Helsing (Edward Van Sloan) i Dracula (Béla Lugosi) w filmie Dracula (1931)

Abraham Van Helsing – postać literacka wywodząca się z powieści Brama Stokera Drakula (1897).
Z pochodzenia Holender, z wykształcenia lekarz i prawnik. Jest poliglotą. Wbrew obiegowym opiniom, przy przypadku Draculi po raz pierwszy bezpośrednio zetknął się z wampirami, w zgodnej opinii pozostałych postaci – geniusz.
Jest pierwowzorem m.in. postaci profesora Bulwera z filmu Nosferatu – symfonia grozy. Pojawiał się też w kolejnych ekranizacjach powieści Drakula, m.in. w filmie Dracula Francisa F. Coppoli, a także w wielu innych filmach opowiadających o Drakuli oraz w Van Helsingu Stephena Sommersa, gdzie zmieniono jego imię na Gabriel (zagrał go tu Hugh Jackman). Postać spopularyzowana została również przez komiksy firmy Marvel. Jego nazwisko pojawia się także w serii mang i anime Hellsing, które okazuje się tajną organizacją założoną przez Abrahama Van Hellsinga, zajmującą się walką z wampirami.